# Salvador José Maciel
Salvador José Maciel (Lisboa, 27 de novembro de 1781 — 1853) foi um militar e político brasileiro.
Foi presidente da província de São Pedro do Rio Grande do Sul, de 4 de novembro de 1826 a 2 de agosto de 1829. Durante sua gestão foi criado o Diário de Porto Alegre, o primeiro jornal do Rio Grande do Sul.
Em 1833 o brigadeiro Salvador José Maciel criou o Corpo de Imperiais Marinheiros. Foi de 1840 a 1846 diretor da Escola Militar da Corte no Rio de Janeiro.
No tribunal que condenou Frei Caneca à morte por fuzilamento em 1824 havia um coronel de engenharia Salvador José Maciel, que pode ser o descrito neste artigo, ou um homônimo.
Como marechal-de-campo foi também ministro da Marinha, de 5 de fevereiro de 1836 a 16 de maio de 1837.